# Дзюрув (Стараховицький повіт)
Дзюрув (пол. Dziurów) — село в Польщі, у гміні Броди Стараховицького повіту Свентокшиського воєводства.
Населення — 922 особи (2011).
У 1975-1998 роках село належало до Келецького воєводства.

## Демографія
Демографічна структура на день 31 березня 2011 року:
|          | Загалом | Допрацездатний вік | Працездатний вік | Постпрацездатний вік |
| -------- | ------- | ------------------ | ---------------- | -------------------- |
| Чоловіки | 445     | 107                | 291              | 47                   |
| Жінки    | 477     | 99                 | 267              | 111                  |
| Разом    | 922     | 206                | 558              | 158                  |